# Гунківці
Гунківці (словац. Hunkovce) — село в Словаччині, Свидницькому окрузі Пряшівського краю.
Уперше згадується у 1548 році.

## Географія
Розташоване в північно-східній частині Словаччини недалеко кордону з Польщею. Протікає Гришов потік.

## Пам'ятки
У селі є дерев'яна греко-католицька церква (лемківського типу) Покрови Пресвятої Богородиці з першої половини 18 століття в стилі бароко. Перебудована у 1922, 1942, 1947 та 1969—1971 роках. Первісний іконостас та інтер'єр не зберігся, ікона з 1641 року зберігається у Шариському музею в Бардієві. З 1973 року разом з брамою та цвинтарем національна культурна пам'ятка.
Навпроти дерев'яної церкви є мурована парафіяльна греко-католицька церква Успіння Пресвятої Богородиці з 1938 року.

## Населення
| Рік:            | 1994. | 2004.    | 2014.   | 2024.   |
| --------------- | ----- | -------- | ------- | ------- |
| Кількість осіб: | 266   | 342      | 334     | 311     |
| Різниця:        |       | +28,57 % | -2,33 % | -6,88 % |

| Рік:            | 2023. | 2024. |
| --------------- | ----- | ----- |
| Кількість осіб: | 311   | 311   |
| Різниця:        |       | +0 %  |

В селі проживає 333 осіб.
Національний склад населення (за даними останнього перепису населення — 2001 року):
- словаки — 78,67 %
- русини — 10,37 %
- цигани — 9,22 %
- українці — 1,44 %

Склад населення за приналежністю до релігії станом на 2001 рік:
- греко-католики — 87,61 %,
- римо-католики — 6,34 %,
- православні — 4,03 %,
- не вважають себе віруючими або не належать до жодної вищезгаданої церкви- 1,15 %